# Costa Sabrina

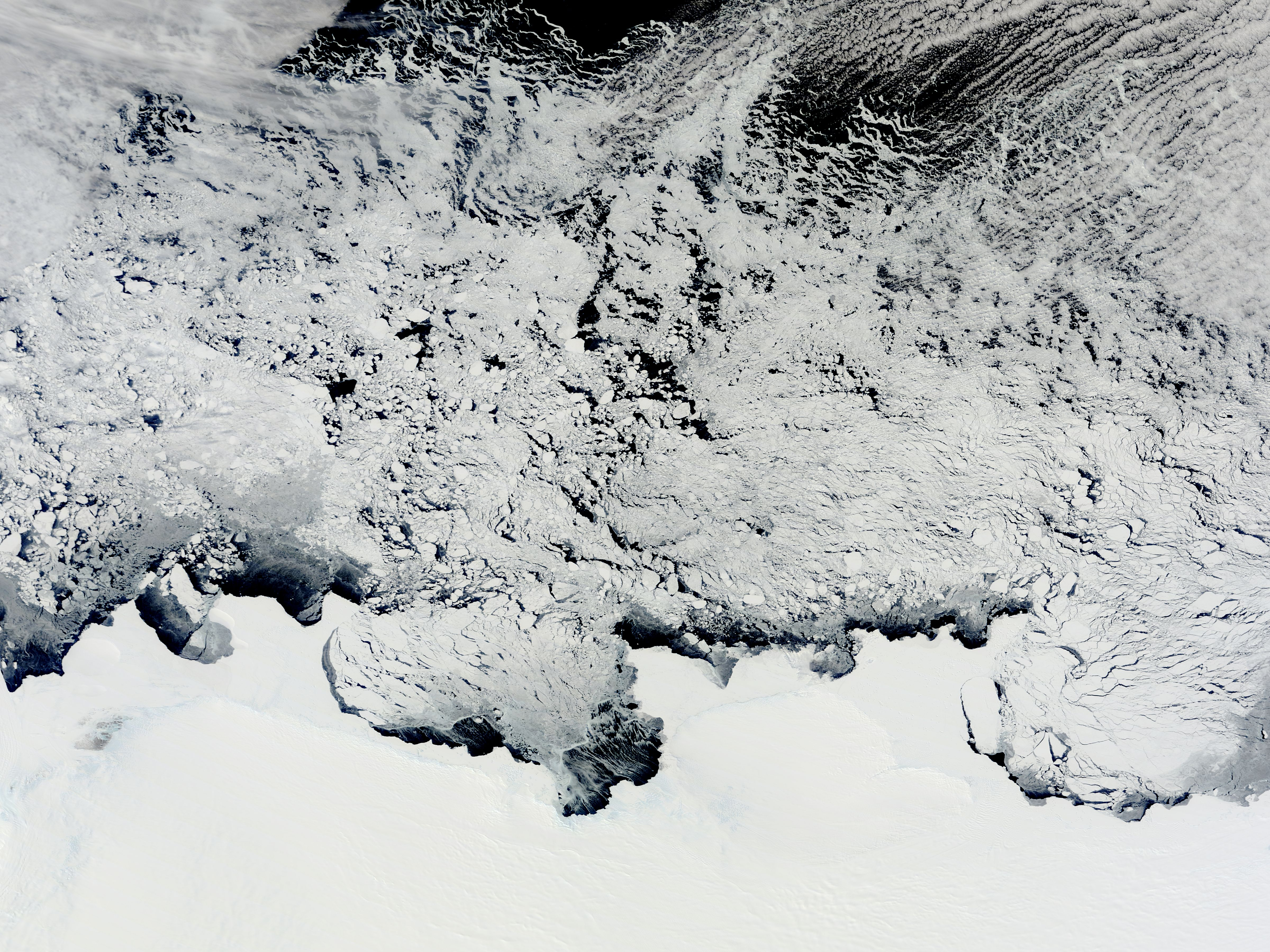
Imagen satelital de la NASA mostrando las costas Knox, Budd y Sabrina.

La costa Sabrina (en inglés, Sabrina Coast) es un sector de la costa de la Tierra de Wilkes en la Antártida Oriental. Se extiende entre el cabo Waldron (66°34′S 115°33′E / -66.567, 115.550), límite con la costa Budd, y el cabo Southard (66°32′S 122°05′E / -66.533, 122.083), límite con la costa Banzare.
La costa Sabrina se halla completamente rodeada por la barrera de hielo Universidad de Moscú, que en su extremo occidental comienza en el glaciar Totten. Esta barrera fue nombrada por la Expedición Antártica Soviética en 1958.
El área es reclamada por Australia como parte del Territorio Antártico Australiano, pero está sujeta a las restricciones establecidas por el Tratado Antártico.
La costa Sabrina fue avistada por el británico John Balleny en marzo de 1839, en el área del meridiano 117° E. En febrero de 1840 la Expedición Wilkes, liderada por el estadounidense Charles Wilkes, se aproximó a la costa y la cartografió de forma general como parte de lo que denominó "Totten High Land". En 1931 la Expedición de investigación antártica británica, australiana y neozelandesa liderada por Douglas Mawson avistó tierra un grado más al sur que los reportes de Balleny y de Wilkes. Mawson denominó Sabrina a esta costa en recuerdo de uno de los barcos de Balleny que se hundió en marzo de 1839. El cabo Southard fue delineado por fotografías aéreas de la Operación Highjump (1946-1947).